# Треблінка
52°37′52″ пн. ш. 22°03′11″ сх. д. / 52.631111111111° пн. ш. 22.053055555556° сх. д.
Треблінка (пол. Treblinka) — два концтабори: Треблінка-1 (так званий «трудовий табір») і Треблінка-2 (табір смерті). Табори були організовані нацистами на території окупованої Польщі недалеко від села Треблінка (Мазовецьке воєводство), розташованого на віддалі бл. 80 км на північний схід від Варшави. Табір діяв з 22 липня 1942 до жовтня 1943. За різними джерелами, всього в Треблінці вбили понад 700 000 — 850 000 осіб. Оскільки останні відомі дані відносяться до 31 грудня 1942 року, а концтабір діяв до жовтня 1943 року, кількість жертв, ймовірно, набагато вища.

## Історія табору

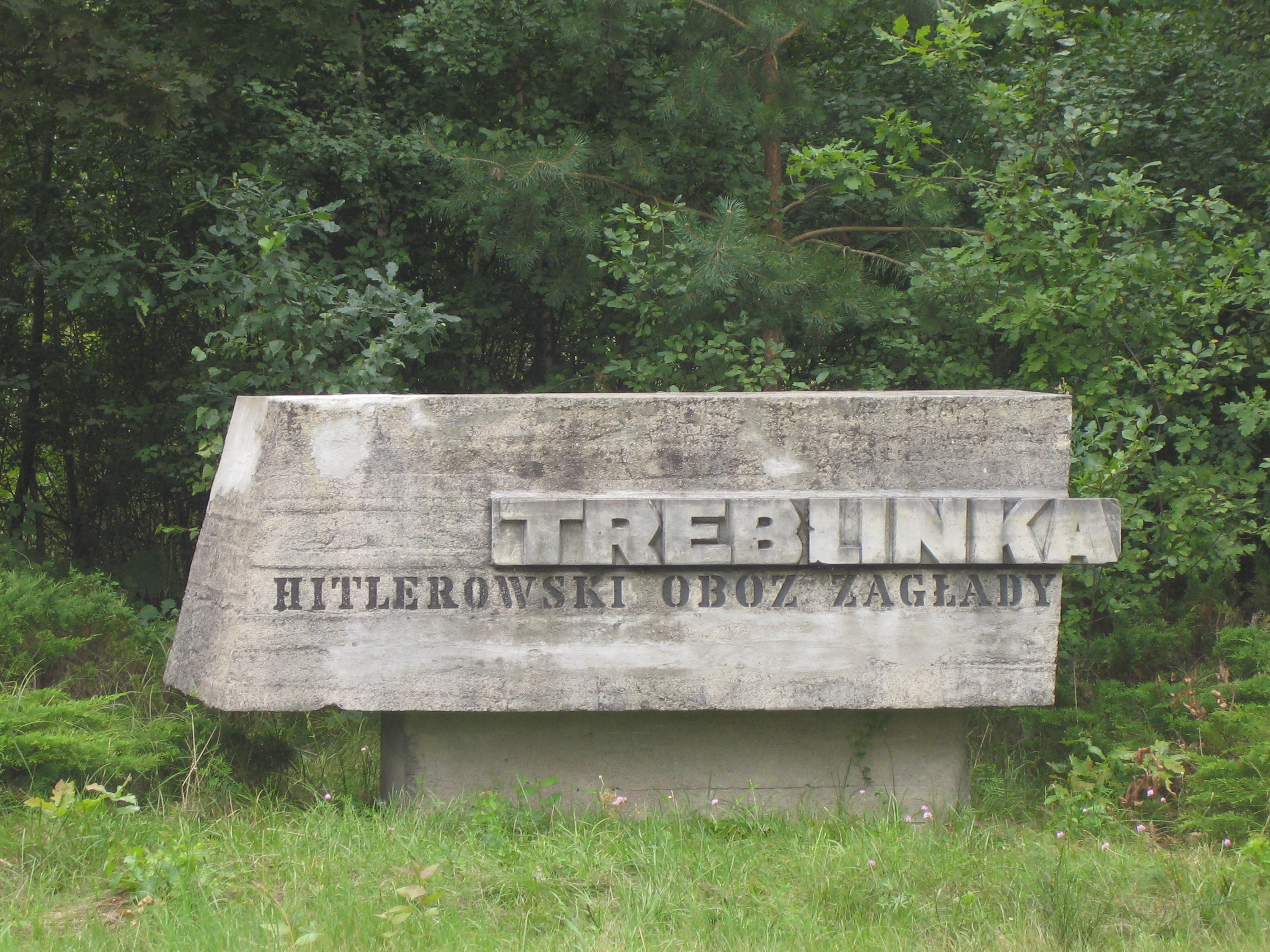
Пам'ятний знак при в'їзді до Треблінки

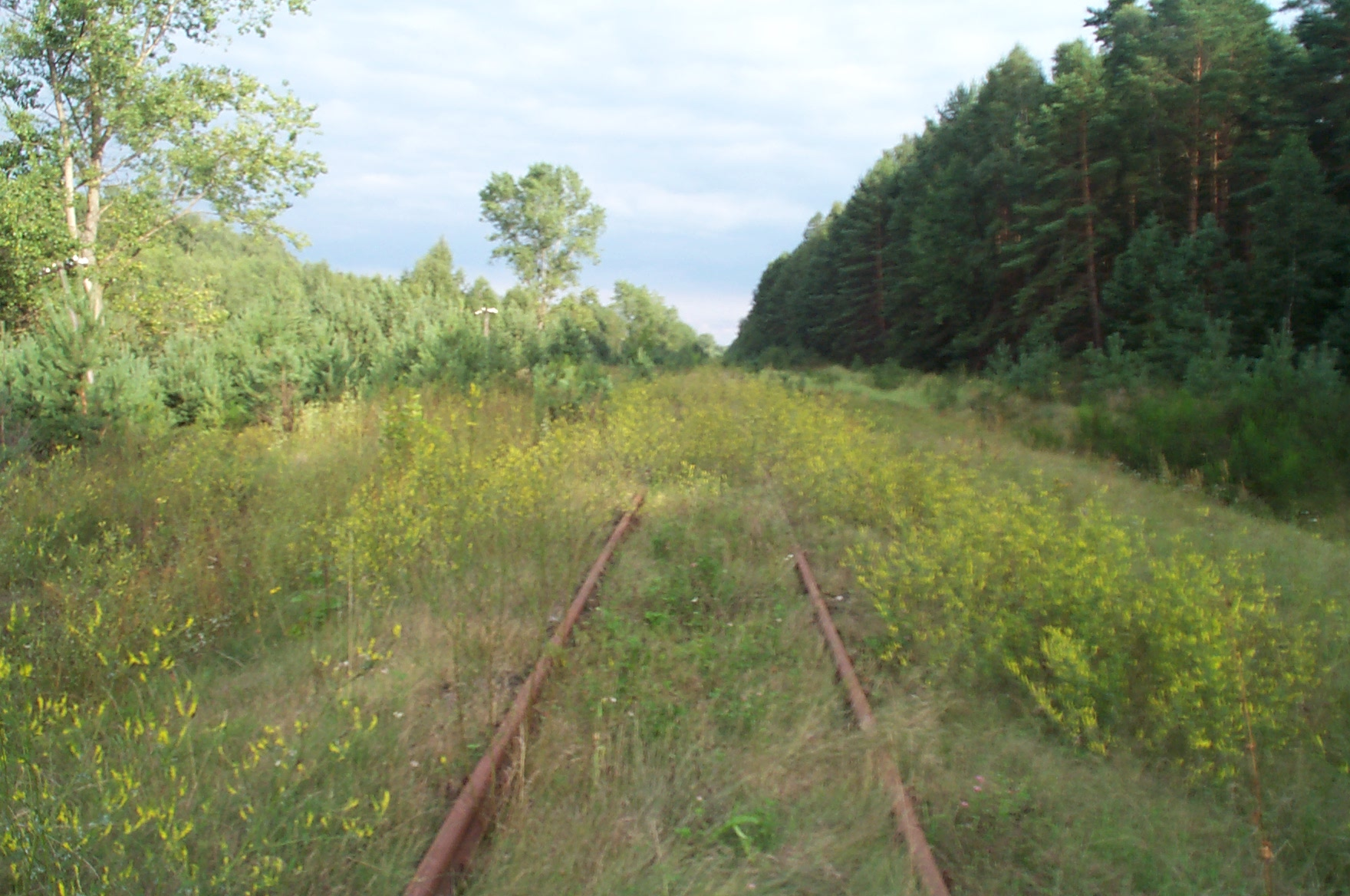
Залізничні колії в Треблінці

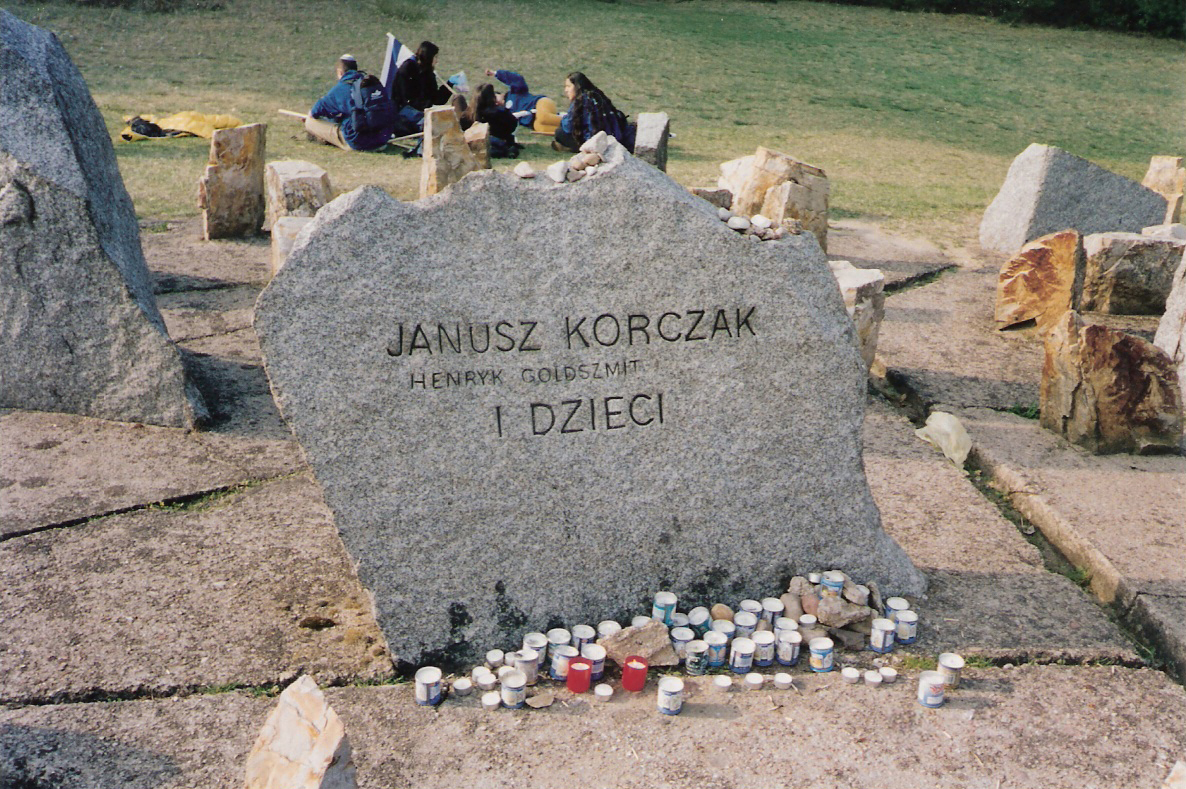
Треблінка: Плита в пам'ять про польського письменика, педагога і публіциста єврейського походження Януша Корчака (Генрика Ґолдшміта), задушеного в газовій камері Треблінки разом зі своїми вихованцями 6 серпня 1942 року

Наказ про спорудження винищувального табору Треблінка було віддано рейхсфюрером СС Генріхом Гіммлером голові СС Варшавського району, Арпаду Віганду 17 квітня 1942 року. Будівництво табору розпочалося в кінці травня 1942 року.
Територія табору становила 24 га, вона була оточена подвійною огорожею висотою 3 метри, а також яром глибиною 3 метри. Перші 3 газові камери площею 48 м² були побудовані за таким же принципом, що і в таборі смерті Собібор. 22 липня 1942 почалося виселення євреїв з Варшавського гетто і східних районів Варшавського району в табір Треблінка-I.
В серпні-жовтні 1942 року було збудовано десять додаткових газових камер загальною площею 320 м². Після цього можна було знищити одночасно пасажирів, що прибули у 20 залізничних вагонах.
Персонал табору складався з 30 членів СС і близько 100 вахтманів представників різних етнічних груп — німців (фольксдойче), росіян, українців, поляків, словаків, болгар, представників республік Середньої Азії СРСР. Основну масу охорони складали полонені та колишні військові Червоної Армії:
Майже всі колишні військові Червоної Армії перед цим пройшли відбір та тренування в концентраційному таборі Травники.
Від жертв до останнього моменту приховували, що їх чекає смерть. Це дозволяло в більшості випадків запобігати актам спротиву. Багато євреїв з Західної та Центральної Європи прибували в табір на звичайних пасажирських потягах (за купленими ними ж квитками), розраховуючи, що їх везуть на нове місце проживання. Євреїв зі Східної Європи привозили в забитих товарних вагонах, під охороною, не даючи води і харчів.
Після наповнення людьми, в камери, замасковані під душові, подавали вихлопні гази від двигуна важкого танка (іншим способом було викачування повітря з камер). Смерть наставала від задушення протягом пів години. Тіла вбитих спочатку закопували в великих колективних могилах, але весною 1943 року було наказано викопати тіла і спалити.
2 серпня 1943 року в Треблінці-2 було піднято повстання в'язнів, яке було жорстоко придушено, а табір ліквідовано. Одним з небагатьох учасників повстання, які вижили, став Самуель Вілленберг, який після війни написав книгу «Повстання в Треблінці».

## Меморіал
На місці табору Треблінка-2 споруджено пам'ятник-мавзолей та символічний цвинтар.